# The White Angel
The White Angel ist ein US-amerikanischer Spielfilm aus dem Jahr 1936 über das Wirken von Florence Nightingale während des Krimkrieges mit Kay Francis in der Hauptrolle. Die Regie führte William Dieterle. Der Film ist ein typisches Beispiel für das Genre des biografischen Films, das insbesondere seit dem Aufkommen des Tonfilms einen großen Aufschwung erfuhr. Gleichzeitig steht der Film mit seinem Fokus auf die Kämpfe und Auseinandersetzungen von Florence Nightingale gegen männliche Vorurteile und gesellschaftliche Beschränkungen gegenüber Frauen ganz in der erzählerischen Tradition des sog. „woman’s picture“. Für die Hauptdarstellerin Kay Francis war The White Angel eine Abkehr von den sonst für sie typischen Filmsujets, die sich in der Regel mit emotionalen Problemen und romantischen Verwicklungen der Heldin beschäftigen.

## Handlung
Im England der 1850er leidet die junge Florence Nightingale darunter, als Frau aus der besseren Gesellschaft keine sinnvolle Aufgabe zu finden, außer auf einen Ehemann zu warten. Eines Tages erfährt sie über ihren Vater, der Mitglied eines Komitees zur Verbesserung der Krankenpflege ist, erschütternde Fakten über die pflegerischen und hygienischen Zustände in den englischen Hospitälern und Krankenhäusern. Tief bewegt entschließt sich Florence Nightingale, den Heiratsantrag ihres Verehrers Charles Cooper, dessen Rolle gewisse Übereinstimmungen mit Richard Monckton Milnes aufweist, abzulehnen und stattdessen Krankenschwester zu werden. Sie absolviert ihre Ausbildung unter anderem in der Kaiserswerther Diakonie, wo sie die Bedeutung von unbedingter Pflichterfüllung, harter Arbeit, peinlich genauer Hygiene und strikter Disziplin für den dauerhaften Erfolg in der pflegerischen Tätigkeit kennenlernt. Zurück in England gelingt es ihr gegen schwersten Widerstand der männlichen Leitung, eine verantwortungsvolle Position in einem Krankenhaus zu übernehmen.

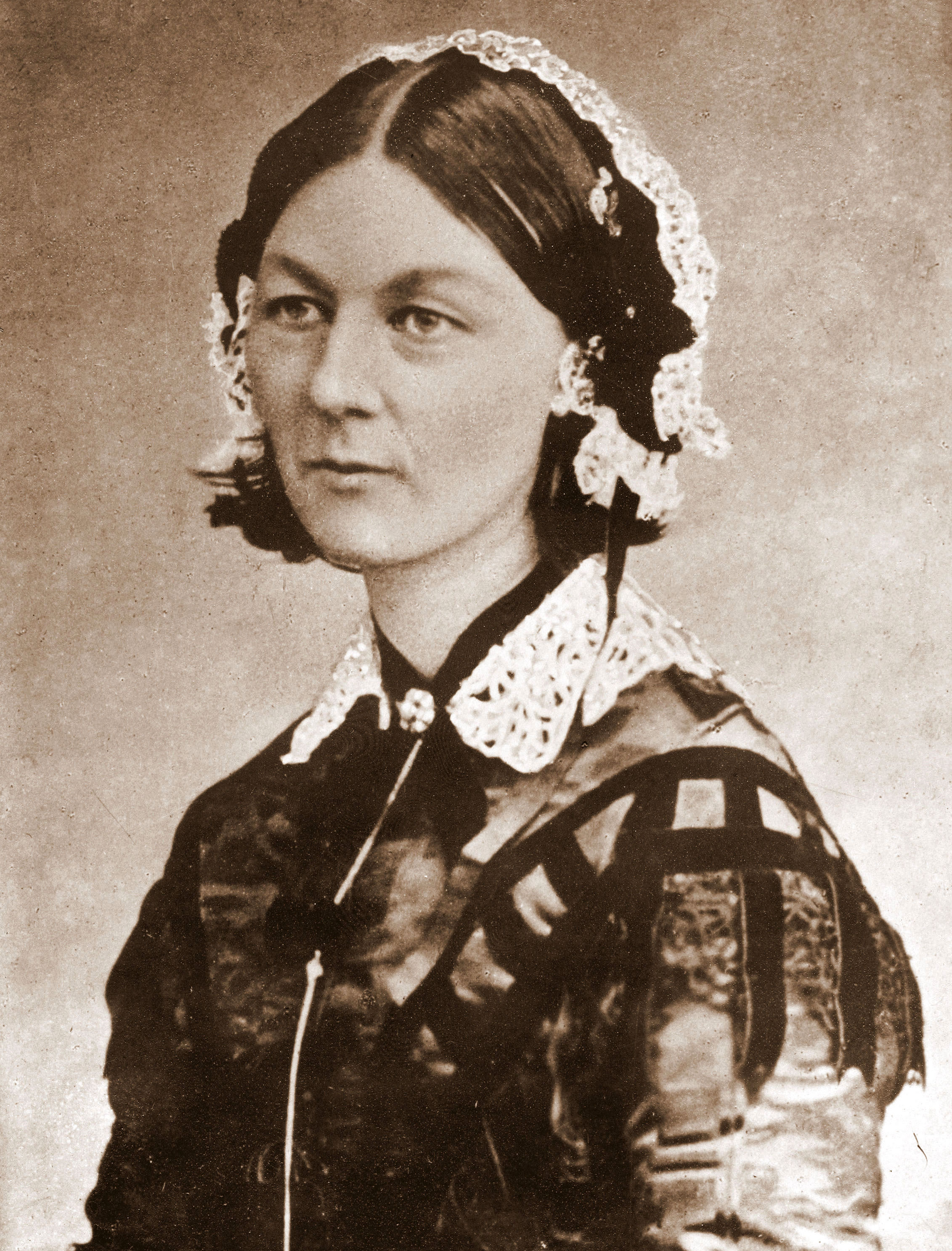
Historische Persönlichkeit Florence Nightingale gegen 1860

Mit dem Ausbruch des Krimkrieges erlangt Nightingale durch Unterstützung des Staatssekretärs im Kriegsministerium, Sidney Herbert, die Erlaubnis, die verwundeten Soldaten zu versorgen. Im Oktober 1854 reist Florence in Begleitung von 38 Mitschwestern, die sie persönlich aufgrund ihrer Eignung und Befähigung ausgewählt hat, in Richtung Krim. Ihr erster Einsatzort ist das Militärhospital von Scutari (heute Selimiye-Kaserne in Üsküdar). Dort herrschen unhaltbare, menschenunwürdige hygienische Zustände. Schwerverletzte, Sterbende und leicht Verwundete liegen ohne jede Ordnung teilweise auf dem nackten Boden. Innerhalb von drei Wochen nach ihrer Ankunft sind bereits 2300 neue Fälle eingeliefert worden und die Sterblichkeit nimmt mit jedem Tag zu. Gegen den erbitterten Widerstand von Dr. Hunt, dem Leiter des Hospitals, reorganisiert Nightingale die Abläufe und schafft die Grundlagen für eine effektive Versorgung. Jeden Abend besucht Florence Nightingale die Kranken und ihr Anblick mit einer Lampe in der Hand wird zum Symbol der Hoffnung und der Menschlichkeit für die verwundeten Soldaten.
Trotz der Erfolge – so sinkt die Sterblichkeit von 420 pro 1000 auf nur noch 22 von 1000 – versucht Dr. Hunt alles, Florence Nightingale zu sabotieren. Unterstützung erfährt sie durch den Kriegsreporter der Times, Robert Fuller. Die Figur ist im Wesentlichen William Howard Russell nachempfunden, dem Begründer der modernen Kriegsberichtserstattung. Er berichtet regelmäßig über die Erfolge der Lady with the Lamp in die Heimat.
Gestützt auf die Erfahrungen in Scutari organisiert Florence Nightingale auf ausdrücklichen Wunsch von Königin Victoria schließlich die Krankenpflege im Hospital von Balaklawa auf der Krim, wo die Zustände noch fürchterlicher sind. Sie erkrankt schwer an Cholera, erholt sich jedoch und muss erfahren, dass Dr. Hunt während ihrer Abwesenheit alle Reformen rückgängig gemacht hat und ihr den Zutritt zum Hospital verweigert. Sie harrt tagelang vor dem Gebäude im Regen aus, ehe sie endlich die Unterstützung des Oberbefehlshabers der englischen Truppen Lord Raglan bekommt. Sofort entlässt sie die von Dr. Hunt eingesetzte leitende Oberschwester, nachdem sie diese betrunken im Bett findet. Schließlich gewinnt Nightingale ihren Kampf gegen Dr. Hunt, der unehrenhaft entlassen wird. Mit dem Ende des Krieges kehrt Nightingale im Triumph wieder in die Heimat zurück. Königin Victoria verleiht ihr in Anerkennung der Verdienste für das Vaterland eine diamantenbesetzte Brosche, die das englische St. Georgskreuz mit der Inschrift Blessed are the Merciful ziert.

## Hintergrund

### Besetzung

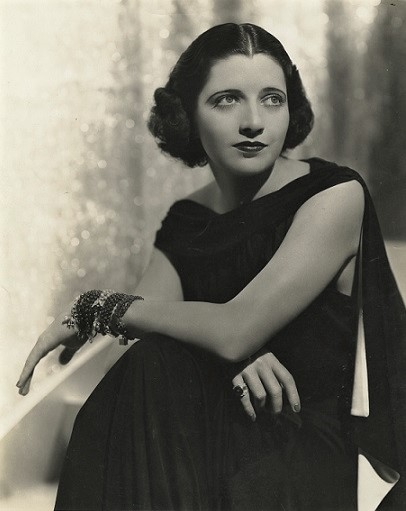
Kay Francis, 1930er Jahre, Fotograf: Elmer Fryer (1898–1944)

Warner Brothers waren Mitte 1935, unmittelbar nach Beendigung der Dreharbeiten zu Louis Pasteur, auf der Suche nach einem geeigneten Sujet für einen weiteren biografischen Film, idealerweise aus dem Bereich der Gesundheitsvorsorge. Die Entscheidung fiel schließlich auf Florence Nightingale, die Begründerin der modernen Krankenpflege. Die Hauptrolle war zunächst für Josephine Hutchinson vorgesehen, ehe im Dezember 1935 Kay Francis den Zuschlag erhielt. Die Schauspielerin war damals auf dem Höhepunkt ihrer Karriere und 1936 mit einem Jahresverdienst von 227.500 US-Dollar der höchstbezahlte weibliche Star des Studios. Dem hohen Einkommen stand zu diesem Zeitpunkt noch eine entsprechende Popularität an der Kinokasse gegenüber. Variety, das führende Branchenfachblatt, listete Francis auf Platz sechs der zehn beliebtesten weiblichen Filmstars, noch vor Joan Crawford und Jeanette MacDonald. Die Schauspielerin hatte zuletzt mit I Found Stella Parrish einen großen Erfolg an der Kinokasse, woraufhin das Studio ihren bestehenden Vertrag anpasste und Francis eine Wochengage von 5.250 US-Dollar zahlte.
Offiziell zeigte sich Kay Francis zuversichtlich, den Herausforderungen der Rolle gerecht zu werden, und verwies im Interview darauf, bereits zweimal Ärztinnen auf der Leinwand dargestellt zu haben (1933 in Mary Stevens, M. D. und ein Jahr später in Dr. Monica). Gleichzeitig bekundete sie ihre Freude, endlich eine Charakterrolle spielen zu können, nachdem ihr bisheriges Image eher auf Glamour und Fashion aufgebaut war. 1936 wurde Francis zur bestgekleideten Frau in Hollywood gewählt, vor bekannten Stilikonen wie Marlene Dietrich und Joan Crawford. In einem Interview machte Francis deutlich, wo ihrer Meinung nach die Schwerpunkte der Rolle lagen:

„Florence Nightingale ist eine Rolle ohne Entschuldigung. All die Kostüme und der Glamour in der Welt machen sie nicht glaubwürdig. Es ist eine Rolle, die schauspielerische Fähigkeiten verlangt, und eine Gelegenheit, wie sie eine Schauspielerin nur selten bekommt. […] Jede Schauspielerin würde begeistert über die Chance sein.“

Privat war Kay Francis weit weniger angetan an dem Unterfangen und fand keinen Gefallen am Drehbuch. Ihre abfällige Meinung nahm die zahlreichen Probleme mit den Zensurbehörden, welche die gesamten Dreharbeiten plagen sollten, vorweg.

### Drehbuch und Dreharbeiten
Das Studio sah sich durch enge Vorgaben von Seiten der Zensurbehörden gezwungen, das Drehbuch immer wieder zu ändern und sogar ganze Szenen im Endschnitt komplett zu verwerfen. Zum einen wurde Warners unter Berufung auf entsprechende Vorgaben des Production Code untersagt, explizite ausführliche Herausstellungen von Szenen mit menschlichem Leid und Brutalität auf der Leinwand darzustellen. Angesichts der Tatsache, dass die Handlung zum großen Teil während eines der bis dahin blutigsten Kriege der Geschichte spielte und in den Militärlazaretten praktisch keinerlei medizinische Versorgung stattfand, war diese Vorgabe kontraproduktiv in Bezug auf eine realistische Darstellung der Herausforderungen, vor denen Nightingale bei ihrer Ankunft in Scutari und später im Hospital von Balaklawa stand. So berichtete Kay Francis in einem Interview, dass eine bereits abgedrehte Szene, die drastisch die Qualen eines Verwundeten schilderte, dem ohne Narkose beide Beine amputiert werden mussten, komplett aus dem Endschnitt genommen wurde, da die Zensurbehörde ihr Veto einlegte. Dazu kam das ausdrückliche Veto durch den Lord Chamberlain of the Household, der es dem Studio untersagte, eine Schlussszene zu drehen, in der Florence Nightingale direkt mit Königin Victoria einige Dialogzeilen hat. Statt der ursprünglich von den Produzenten als Höhepunkt vorgesehene persönlichen Ansprache und Ehrung durch die Königin endet der Film jetzt relativ banal mit einer Kamerafahrt auf die Brosche und einer Nahaufnahme der Inschrift „Blessed are the Merciful“.
Gleichzeitig musste auf den leichten Sprachfehler von Kay Francis Rücksicht genommen werden. Die Schauspielerin hatte Probleme, den Buchstaben „R“ korrekt auszusprechen. Aus dem Grunde vermied das Drehbuch bei ihren Dialogen wo immer es ging „R“-lastige Ausdrücke. Die Schauspielerin bestand jedoch ausdrücklich darauf, das sog. Florence-Nightingale-Gelübde (engl. Florence Nightingale Pledge) trotz der zahlreichen „R“s im Original zu sprechen, auch wenn ihre erfolgreichen Bemühungen am Ende nicht die erhoffte Würdigung von Seiten der Kritiker erhielt.
Der Film zitiert in Voice-overs mehrfach aus der Biografie Nightingales in dem umfangreichen Werk Eminent Victorians von Lytton Strachey sowie dem Gedicht Santa Filomena von Henry Wadsworth Longfellow. In den Credits werden diese Werke nicht als Grundlage für das Drehbuch genannt, da das Studio vorab gegenüber der Motion Picture Association of America ausführte, Drehbuchautor Mordaunt Shairp habe seiner Arbeit ausschließlich eigene Recherchen zugrunde gelegt und eine Nennung anderer Quellen sei nicht notwendig. Das Drehbuch legte einen grundsätzlich anderen Fokus bei der Schilderung von Nightingales Charakter als Lytton Strachey in seiner Biografie. Dieser betont unter anderem die religiösen Motive, die Florence Nightingale zeit ihres Lebens vorangetrieben haben sollen. Der Film selber legt den Fokus auf die ausgeprägte Hilfsbereitschaft von Florence Nightingale und ihren immanenten Wunsch, das grundsätzliche Leid der Kranken und Armen zu lindern. Die innere Überzeugung, etwas Gutes tun zu wollen, tritt an die Stelle einer religiös motivierten Berufung. Wesentliche Unterschiede zwischen den tatsächlichen Geschehnissen und der Schilderung im Film gibt es vor allem rund um die Ereignisse während des Krieges. Breiten Raum widmet der Film der Schilderung von Nightingales pflegerischer Tätigkeit und ihrem Bemühen um die Verwundeten und Sterbenden. Tatsächlich war Florence Nightingale die überwiegende Zeit in Scutari mit administrativen Aufgaben beschäftigt und überließ die aktive Pflege ihrem Stab an Mitarbeiterinnen. Aus Gründen der Dramaturgie wurde auch die Figur des Dr. Hunt in die Handlung eingebaut, für den es keine direkte historische Entsprechung gibt. Als zentraler Antagonist bündelt das Drehbuch hier einen Großteil der meist männlichen Vorurteile, denen sich Florence Nightingale in Scutari und auf der Krim ausgesetzt sah. Zusätzliche Informationen zu dem Aspekt der selektiven Fokussierung auf bestimmte Charaktereigenschaften finden sich weiter unten im Text bei den Ausführungen zum „woman’s picture“.
Die Regie übernahm wie bereits bei Louis Pasteur, William Dieterle, der mit Francis schon 1932 bei Man Wanted und Ein Dieb mit Klasse sowie, wenn auch ohne offizielle Erwähnung, 1934 bei Dr. Monica zusammengearbeitet hatte. Im Folgejahr sollten die beiden wieder gemeinsam an Another Dawn arbeiten. Die Dreharbeiten dauerten von 2. März 1936 bis zum 22. April 1936. Der Arbeitstitel lautete Angel of Mercy, erst unmittelbar vor der Uraufführung am 26. Juni 1936 in New York fiel die Wahl auf The White Angel. In Österreich kam der Film 1936 unter dem Titel Schwester Florence in den Verleih.
Am Ende zeigte sich allerdings keiner der Beteiligten wirklich zufrieden mit dem Erreichten. Die Beteiligten sahen unterschiedliche Gründe, warum der Film die hohen Erwartungen nicht erfüllte.
Von offizieller Seite wurde die Meinung vertreten, Francis sei mit der Rolle überfordert gewesen. In der Rückschau analysierte Hal B. Wallis aus seiner Sicht die Versäumnisse der Schauspielerin:

„Szene für Szene wirkte sie emotionslos, ob sie nun den Verwundeten gegenüberstand oder mit einem Offiziellen zusammenstieß, der sich weigerte, ihre Sicht auf die Dinge zu teilen. […] Die Regie war gut, doch die Hauptrolle fehlbesetzt“

William Dieterle war rückblickend auch skeptisch über das fertige Ergebnis. Er sah die Verantwortung jedoch ausdrücklich beim Studio und den Problemen mit den Zensurbehörden

„Das war eine tolle Geschichte, aber, sie wurde, so will ich es ausdrücken, von den falschen Leuten geschrieben – sie haben sich so angestrengt, den Engländern alles möglichst Recht zu machen. Wir hatten solche Probleme mit der englischen Zensurbehörde, das hat am Ende den ganzen Film ruiniert. […] Der Film wäre viel besser geworden, wenn wir die Möglichkeit gehabt hätten, nach der Preview Nachaufnahmen machen zu können. Doch das ging bei Warners grundsätzlich nicht.“

Zuletzt zeigte sich auch Kay Francis ebenfalls alles andere als begeistert von dem Ergebnis, wie sie 1938 mit der ihr eigenen Offenheit in einem Interview ausführte.

„Es schaudert mich, wenn ich an den Film denke.“

Weitere Verfilmungen des Wirkens von Florence Nightingale, vor allem ihr Einsatz in Scutari, folgten 1951, als der britische Regisseur Herbert Wilcox mit seiner Ehefrau Anna Neagle The Lady With the Lamp drehte. Julie Harris trat 1965 im US-Fernsehen in einem biografischen Film mit dem Titel The Holy Terror als Nightingale auf. Eine zweiteilige Fernsehfassung ihres Lebens mit Jaclyn Smith und Timothy Dalton aus dem Jahr 1985, die sich mehr auf die – eher behaupteten denn historisch belegten – romantischen Verwicklungen zwischen Nightingale und Monckton Milnes konzentrierte, wurde ebenfalls für das US-Fernsehen produziert. Im Jahr 2001 gab es kurzfristig Pläne, das Leben der Pionierin der Krankenpflege mit Kate Winslet und Joaquín Phoenix auf die Leinwand zu bringen.
Für Kay Francis bedeutete The White Angel am Ende nicht den erhofften Durchbruch als dramatische Schauspielerin. Der relative finanzielle Misserfolg hatte einen raschen Ansehensverlust von Francis bei ihren Fans und damit ihrer Zugkraft an der Kinokasse zur Folge. Nach etlichen Querelen über weitere Rollen kam es im September 1937 schließlich zu einem erbitterten Rechtsstreit mit dem Studio, als die Schauspielerin sich aus ihrem laufenden Vertrag klagen wollte.

### Rezeption
Die meisten Kritiker bescheinigten The White Angel ein hohes Maß an Faktentreue und seinem Star Integrität und Pathos in der Darstellung. Entgegen der oft wiederholten Meinung, Kay Francis sei fehlbesetzt in der Rolle und würde echte Emotionen in ihrer Darstellung vermissen lassen, waren die zeitgenössischen Rezensenten voll des Lobes für die Hauptdarstellerin. Kritik gab es jedoch an der pathetischen Überhöhung der Person Nightingales, mit der sie auf ein Podest gestellt würde.
Variety Daily fand freundliche Worte für den Star und prophezeite eine rosige Zukunft:

„Kay Francis entpuppt sich als gute Schauspielerin mit ihrer superben Darstellung von Florence Nightingale. Ihre sorgfältige, sensible und insgesamt beeindruckende Darstellung eröffnet der bereits sehr populären Schauspielerin ein neues Rollenfach.“

In England, dem Heimatland von Florence Nightingale, zeigte sich die Presse angetan von Film und Darstellerin. Film Weekly äußerte sich in der Kritik vom 21. November 1936 begeistert.

„Kay Francis hat endlich eine Rolle, die ihre Fähigkeiten und ihre Bedeutung als Schauspierlin unter Beweis stellt. […] Es ist die erste Rolle seit Jahren für Kay Francis, die ihr Raum für ihr dramatisches Talent gibt. […] Die Heldin in ‚The White Angel‘ ist eine reale Persönlichkeit, eine intelligente Frau mit Tiefgang und einem starken Charakter.“

Mit Lob für Francis, aber einem deutlichen Hinweis auf das defizitäre Skript ließ sich Graham Greene, damals Filmkritiker von The Spectator vernehmen:

„Obwohl behindert durch ihre Schönheit, versucht Kay Francis alles, was in ihrer Macht steht diese übersentimentale Version von Florence Nightingale erträglich zu machen. Aber am Ende scheitert sie an den Versäumnissen der Drehbuchautoren.“

Ebenfalls etwas verhaltener war die New York Times in ihrer Kritik vom 26. Juni 1936:

„Der Film, eng an den Fakten und voll Respekt gegenüber Florence Nightingale, der Begründerin der modernen Krankenpflege, ist würdevoll, halbwegs wahrheitsgemäß, sehr bewegend und abschreckend pompös. […] Miss Nightingale, anders als die Absolventinnen der Loretta-Young-Schule für Krankenschwestern, erleidet nicht den Konflikt zwischen einem hübschen Verehrer und ihrer Karriere. […] Die Darstellung von Miss Francis ist seriös und wortgewandt, obwohl wir den ehrfurchtsvollen Ton bedauern. Das Bemühen des Studios verdient Respekt, doch erreicht der Film nicht ganz sein Ziel.“

### Kinoauswertung
Mit Produktionskosten von 506.000 US-Dollar war The White Angel im Vergleich zu den sonst eher bescheidenen Produktionsbudgets bei Warners bereits als Prestigeproduktion anzusetzen. Louis Pasteur aus dem Vorjahr kostete lediglich 330.000 US-Dollar. Inlandseinnahmen in Höhe von 886.000 US-Dollar sowie weitere 530.000 US-Dollar aus dem Ausland brachten ein kumuliertes Einspielergebnis von 1.416.000 US-Dollar. Der Profit für das Studio belief sich am Ende auf 456.000 US-Dollar, einem vergleichsweise hohen Wert, auch wenn das Studio offiziell behauptete, die Einnahmen würden unter den Erwartungen zurückgeblieben sein.
Um eine Relation zu ermöglichen, zwei weitere Beispiele:
Nahezu zeitgleich brachten Warners Der Verrat des Surat Khan in die Kinos, die freie Nacherzählung der Attacke der Leichten Brigade, der wohl bekanntesten militärischen Aktion im Krimkrieg. Hier zeigte sich das Studio ungleich spendabler und investiert gut 1.200.000 US-Dollar. Der Film wurde zur erfolgreichsten Produktion des Studios für das Jahr 1936 und brachte einen Reingewinn von 1.500.000 US-Dollar.
The Gorgeous Hussy, Ende August 1936 und damit nur zwei Monate nach The White Angel von MGM in den Verleih gebracht, kostete 1.119.000 US-Dollar und damit mehr als doppelt so viel, um das Leben einer ungleich weniger bekannten Frau zu schildern. An der Kinokasse spielte der Film, vor allem dank der ungebrochenen Popularität der Hauptdarstellerin Joan Crawford mit 1.458.000 US-Dollar bereits in den Vereinigten Staaten mehr ein als The White Angel weltweit. Die Gesamteinnahmen lagen sogar bei 2.019.000 US-Dollar.

## The White Angelals Beispiel für das Genre des biografischen Films
Biografische Filme über berühmte Persönlichkeiten aus Politik und Forschung sowie über gekrönte Häupter waren seit dem Aufkommen des Tonfilms immer beliebter geworden.

### Definition des Genres
Ein Hauptkennzeichen bildete die Schilderung des Konfliktes der Titelfigur, die ihre Errungenschaften/Erfindungen, Ideen oder Innovationen erst gegen den – meist erbitterten – Widerstand der Gesellschaft Anerkennung verschaffen muss, am Ende jedoch stets Erfolg hat. Dabei wird die Schilderung des Einzelnen gleichzeitig herausgelöst aus dem historischen Gesamtkontext und sein letztlicher Erfolg über die Unvernunft als schicksalhafte Bestimmung dargestellt.

„Der biopic konzentriert sich auf Geschicke des Einzelnen und blendet die historischen und gesellschaftlichen Beziehungen aus. Die Darstellung von einzelnen, klar umrissenen Episoden über prägende Erlebnisse, zeitweilige Anfechtungen und den letztendlichen Triumph des Einzelnen verstärken den Eindruck, dass die eigene Persönlichkeit und die eigene Bestimmung deckungsgleich sind.“

Die narrative Struktur in The White Angel folgt eng diesem Konzept, indem sich das Drehbuch auf einzelne ausgewählte Episoden konzentriert. Im Mittelpunkt steht die Schilderung von Begebenheiten, die Nightingale vorzugsweise im erfolgreichen Kampf gegen Bigotterie, gesellschaftliche Repressionen und Unvernunft präsentieren. Die gesellschaftliche Gesamtsituation, in der sich Nightingale bewegt, wird beschrieben, eine Analyse der Ursachen erfolgt jedoch nicht. Gleichzeitig arbeitet das Drehbuch sorgfältig ihre „Berufung“ für diese Tätigkeit heraus. Nightingale sieht ihre Tätigkeit als ihre Mission und für sie vorgesehene Aufgabe im Leben.

### Entwicklung des biografischen Films seit 1929
Zwischen 1929 und 1936 verkörperte George Arliss, der während seiner Tonfilmkarriere so viele Filmbiografien drehte, dass sie zu seinem Markenzeichen wurden, bekannte Männer wie Benjamin Disraeli, Alexander Hamilton, Voltaire, Kardinal Richelieu, Nathan Mayer Rothschild und den Herzog von Wellington. In diesen Filmen ist Arliss als aufrechter Kämpfer für Aufklärung und Vernunft erfolgreich gegen Uneinsichtigkeit und Kleinmut. In Rasputin: Der Dämon Rußlands waren 1932 die drei Barrymore-Geschwister Ethel, Lionel und John als Zarin Alexandra Fjodorowna, Rasputin und Prinz Felix Jussupow zu sehen. Fredric March war 1934 in der Rolle des Bildhauers Benvenuto Cellini zu sehen und ein Jahr später kämpfte Ronald Colman als Robert Clive erfolgreich gegen die Franzosen in Bengalen. 1936 produzierte MGM für fast 1,5 Mio. US-Dollar mit Der große Ziegfeld das bis dahin teuerste Beispiel. Im Folgejahr präsentierte das Studio allerdings mit Parnell, einer aufwändig inszenierten Biographie von Charles Stewart Parnell trotz Clark Gable in der Hauptrolle und Myrna Loy als Katherine O’Shea einen der größten Flops des noch jungen Genres.
Im Gegensatz zu diesen meist fiktionalen, wenig faktentreuen Adaptionen stand erst in der die Produktion von Louis Pasteur aus dem Jahr 1935 mit Paul Muni in der Hauptrolle, die gewissenhafte Recherche und die mehr oder weniger detailgetreue Schilderung der Ereignisse im Fokus der Darstellung.
William Dieterle prägte in der Folgezeit maßgeblich das Genre des biografischen Films. Nach The White Angel drehte er noch etliche weitere biografische Filme, darunter 1937 Das Leben des Emile Zola, wieder mit Paul Muni in der Hauptrolle. Der Film gewann den Oscar als bester Film des Jahres. Juarez, erneut mit Paul Muni in der Titelrolle als mexikanischer Revolutionär folgte 1939. Im nächsten Jahr kamen mit Paul Ehrlich – Ein Leben für die Forschung und Ein Mann mit Phantasie über Paul Julius Reuter zwei weitere biografische Dieterle-Filme in den Verleih. Sein letzter Beitrag zu dem Genre war 1942 eine Bearbeitung des Lebens von Andrew Jackson, 7. Präsident der Vereinigten Staaten, die unter dem Titel Tennessee Johnson in den Verleih kam.

### Biografische Filme über Frauen
Grundsätzlich war die Zahl von Biopics über Frauen im Vergleich zu denen über Männer gering. Insgesamt bildeten Regentinnen und Mitglieder des Hochadels während der 1930er das Gros der Dargestellten. Eine eher freie Interpretation des Lebens von Königin Christina von Schweden wurde 1933 mit Greta Garbo auf die Leinwand gebracht. Claudette Colbert verkörperte 1934 die ägyptische Herrscherin Kleopatra. Marlene Dietrich und Elisabeth Bergner waren im selben Jahr nahezu zeitgleich als Zarin Katharina die Große zu sehen. Katharine Hepburn verkörperte 1936 Maria Stuart, Norma Shearer 1938 Marie-Antoinette und Bette Davis spielte 1939 gleich zwei Persönlichkeiten aus dem europäischen Hochadel: Elizabeth I. von England und Charlotte von Belgien, Kaiserin von Mexiko. Greta Garbo übernahm 1937 die Darstellung des Lebens von Maria Walewska und Loretta Young wurde 1938 als Kaiserin Eugénie von Frankreich eingesetzt.
Bürgerliche Frauen waren weit seltener Gegenstand von Filmen, da sie in noch geringerer Zahl Lebensleistungen aufweisen konnten, die nach Ansicht der Studios eine biografische Darstellung rechtfertigen würden. Eine der ersten Filmbiografien in der Tonfilmzeit über eine Frau und noch dazu aus dem Bürgerstand war 1930 Jenny Lind mit Grace Moore, gefolgt von Mata Hari, eine größtenteils frei erfundene Schilderung des Lebens der berühmten Tänzerin mit Greta Garbo in der Titelrolle. Joan Crawford verkörperte 1936 in dem bereits erwähnten The Gorgeous Hussy die Schankwirtstochter Margaret „Peggy“ O’Neal, die während der Präsidentschaft von Andrew Jackson durch ihr enges Verhältnis zum Präsidenten die Petticoat Affair auslöste. Das Leben von Edna Gladney, einer Philanthropin, die in Texas ein privates Waisenhaus führte, war Gegenstand von Blüten im Staub mit Greer Garson aus dem Jahr 1940. Garson spielte in einem weiteren biografischen Film 1943 die zweifache Nobelpreisgewinnerin Marie Curie in Madame Curie. Anna Neagle schließlich trat 1939 als Krankenschwester Edith Cavell auf.

### Unterschiedliche Erzählschwerpunkte
Während sich biografische Filme über Männer vornehmlich mit ihren öffentlichen Taten und Handlungen und damit ihrem beruflichen Erfolg beschäftigen, werden bei weiblichen Heldinnen deren innere emotionale Konflikte, die sich aus den Ansprüchen ihrer öffentlichen Aufgabe an sie und den rivalisierenden Forderungen des Privatlebens ergeben, in den Fokus gestellt. Im Mittelpunkt steht fast immer eine ausführliche Darstellung der notwendigen emotionalen Opfer und persönlichen Verzichtsleistungen im Gefühlsleben, die für den öffentlichen Erfolg notwendig sind.
Auch bei der Darstellung von Königinnen und Regentinnen wird die Schilderung der Gefühlswelt in den Vordergrund gerückt und treten die Ausführungen politischer Taten und der öffentlichen Wirkung zurück. Die praktische Politik der Regentin und die konkrete Herrschaftsausübung werden kaum thematisiert, während der Fokus auf die detailreiche Beschreibung von mehr oder weniger unglücklichen Liebesaffären gerichtet wird. Exemplarisch kann diese Grundstruktur am Beispiel von Marie-Antoinette aufgezeigt werden. Jede Anspielung auf die politische Einflussnahme der Königin wird im Film verschwiegen und stattdessen die Beziehung zum Grafen Hans Axel von Fersen ausgeschmückt und in den Mittelpunkt gestellt. Ähnlich wird auch in Königin Christine das öffentliche Wirken der Regentin zurückgenommen gegenüber der Darstellung ihres unkonventionellen Privatlebens und einer frei erfundenen Liebesgeschichte. Die tatsächlichen Gründe, die 1654 zu ihrer Abdankung führten, werden im Film ersetzt durch die simple Trauer um den toten Geliebten.
Mit dieser Fokussierung auf den notwendigen emotionalen Verzicht als Preis für Macht, Erfolg und Umsetzung der eigenen Ideen sowie der Schilderung der „privaten Frau“ hinter der öffentlichen Figur weisen Biopics über Frauen starke Parallelen zum Genre des „woman’s picture“ auf.

## Die weibliche Perspektive:The White Angelals „woman’s picture“

### Definition und Struktur
Mit dem Ausdruck „woman’s picture“ werden in der amerikanischen Filmtheorie Filme bezeichnet, die, genreübergreifend, die Schicksale von Frauen und dabei vor allem ihre emotionalen Konflikte innerhalb einer restriktiven Umwelt in den Mittelpunkt der Erzählung stellen.

„Ein ‚woman’s picture‘ ist ein Film, der die Versuche einer Frau schildert, die emotionalen, sozialen und psychologischen Probleme zu lösen, die sich aus ihrer Identität als Frau ergeben.“

Gemeinsam ist allen Filmen, dass die Heldin im Verlauf der Handlung in die Lage versetzt wird, die Geschehnisse und damit ihr eigenes Schicksal aktiv und selbstbestimmt in ihrem Sinn zu beeinflussen, unabhängig von den Widerständen der – hier zumeist männlich dominierten – Gesellschaft.

### Selbstbestimmung durch Verzicht
Eine besonders effektive Form für Frauen, sich zu emanzipieren und zu einem selbstbestimmten Schicksal zu gelangen, bietet der Heldin dieser Filme der aktive, bewusst vollzogene Verzicht auf eigene emotionale Erfüllung und die Konzentration aller Energien auf ein höheres, ideales Ziel. Jeanine Basinger nennt diese Form des bewussten Verzichts zugunsten eines höheren Ganzen „nobility“, in diesem Zusammenhang am ehesten zu übersetzen mit „Selbstlosigkeit“ bzw. „Aufopferungsbereitschaft“.

„Eine solche Frau widmet sich der Allgemeinheit und bewirkt gute Dinge anstatt zu heiraten. […] Sie liebt und dient allen Menschen und nicht nur einem einzigen Mann und es ist daher in Ordnung für diese Frau, auf Liebe und Ehe zu verzichten, wenn sie auf ein höheres Ideal sinnt, etwas das der gesamten Menschheit dient.“

The White Angel ist insoweit ein typisches Beispiel für „nobility“ als Form der erfolgreichen Autonomie für die Frau. Florence Nightingale verzichtet bewusst auf Ehe und privates Glück, um sich ganz einem höheren Ziel, hier der Krankenpflege und damit dem Dienst an der Menschheit an sich zu verschreiben.
Die Eröffnungssequenz macht mit einer eingeblendeten Schrifttafel deutlich, wie schlecht es um die gesellschaftliche Stellung der Frau im England um 1850 bestellt war und impliziert gleichzeitig, wie grundsätzlich falsch derartige Restriktionen sind.

„Um 1850 lebte England im Frieden mit der Welt. Seine Männer befuhren auf ihren Schiffen die vier Enden der Welt und erbauten das gewaltige Empire, dieses Monument von Königin Viktoria. Frauen war es lediglich gestattet, ihren Kopf in unterwürfiger Zustimmung zu neigen. In ganz England war es allein Ihrer Majestät gestattet, wie ein Mann die eigene Meinung auszusprechen.“

Im Verlauf der Handlung kommt es zu verschiedenen Konfrontationen zwischen Florence Nightingale mit repressiv eingestellten Männern, die die Stellung der Frau allein im Haushalt sehen und jede Beschäftigung in der Öffentlichkeit als erniedrigend ansehen. Nur im beständigen Kampf gegen diese Vorurteile schafft es die Heldin schließlich, ihre Vorstellungen durchzusetzen und gleichzeitig die Öffentlichkeit von der Richtigkeit ihres Handelns zu überzeugen.
Die Schilderung der zahlreichen Repressalien, denen die Heldin aufgrund ihres Geschlechts von Seiten der männlich dominierten Gesellschaft ausgesetzt ist und ihrem letztlich erfolgreichen Kampf gegen Borniertheit und Unvernunft entsprechen somit der Grundlinie des „woman’s picture“.
Gleichzeitig überhöht der Film permanent den Charakter von Nightingale und stellt sie auf ein Podest. Sie ist keine „gewöhnliche“ Frau, sie ist eine Ausnahme, sie ist außergewöhnlich und sie nimmt klaglos alle Leiden und Anfechtungen, die sich aus dieser Ausnahmestellung ergeben an. Darin liegt auch die Botschaft für die weiblichen Zuschauer, dass Selbstbestimmung und der Kampf für die eigenen Ideale nur mit großen Opfern, vorzugsweise dem dauerhaften Verzicht auf Liebe und privates Glück verbunden sind. Unausgesprochen wird die Zuschauerin aufgefordert, sich selbst die Frage zu beantworten, ob sie persönlich bereit wäre, diesen hohen Preis zu zahlen, um ein autonomes Leben wie Florence Nightingale zu führen.
Der bewusste Verzicht wird im Film immer wieder verdeutlicht. Auf die Forderung ihrer Eltern, nach einer Ehe müsse sie ihre Tätigkeit als Krankenschwester aufgeben, erklärt Nightingale ihren Verzicht auf den Ehestand.

„Ich werde niemals die Frau von irgend jemandem sein.“

In Scutari geht sie noch einen Schritt weiter und weist die übrigen Krankenschwestern, die sich im Hospital nach geeigneten Ehemännern umsehen, in die Schranken.

„Ehemänner? Keine Krankenschwester hat ein Privatleben. Es ist eine Vollzeitbeschäftigung.“

Schließlich erklärt Florence Nightingale ihren bewussten Verzicht auf ein eigenes Privatleben zu Gunsten ihrer Aufgabe als Krankenschwester. Sie begründet die Entscheidung erneut mit dem allumfassenden Anspruch, den die Tätigkeit der Krankenpflege einnimmt.

„Das ist eine Vollzeittätigkeit. Es ist mein Leben. Ich habe es gewählt. Ich muss mein Leben der Menschheit widmen.“

Der Film verdeutlicht somit neben der emanzipatorischen Botschaft von gleichen Rechten für Frauen parallel die restriktive Aussage, dass Erfolg und Macht zum einen lediglich Ausnahmefrauen zukommen und der Erfolg nur für den Preis des dauerhaften Verzichts auf die eigentliche Berufung einer Frau in Form von Ehe und Mutterschaft zu haben ist. Diese kontradiktorische Erzählstruktur ist typisch für den ‚woman’s picture‘.
Indem die Handlung in einer fernen Vergangenheit und in einem anderen Land und Kulturkreis spielt, wird verdeutlicht, dass es in den heutigen Vereinigten Staaten (also 1936, zur Zeit der Uraufführung des Films) ganz anders ist. Für den Zuschauer ergibt sich somit eine Gegenüberstellung von „damals“ und „heute“, von „Monarchie“ und „Demokratie“, „Repression“ und „Freiheit“. Darin liegt die immanente Versicherung für den Zuschauer, wie positiv sich die Stellung der Frau in der modernen Gesellschaft im Vergleich zu den Zeiten Nightingales ausnimmt und verändert hat.

### Idealisierung durch Titelwahl und Farbdramaturgie
Die konsequente Idealisierung und Überhöhung erfolgt bereits im Ausdruck Angel (deutsch Engel), des Filmtitels, der die Heldin quasi mit einem himmlischen Wesen gleichsetzt. Zusätzlich führt der Zusatz White, also Weiß, und die damit verbundenen positiven Assoziationen von charakterlicher Reinheit und Opferbereitschaft zu einer weiteren Steigerung des Bildes einer quasi über-menschlichen Florence Nightingale (der Arbeitstitel Angel of Mercy ging bereits in dieselbe Richtung). Die Assoziation von Weiß und Medizin bzw. Heilberufen war ebenfalls gewollt und tauchte schon mehrfach zuvor in Filmtiteln auf. 1933 war Helen Hayes in Die weiße Schwester als Nonne in der Krankenpflege zu sehen, ein Jahr später kam unter dem Titel Men in White ein Film über einen aufopferungsvollen Arzt in die Kinos sowie kurz danach The White Parade, der das entbehrungsreiche Leben von Krankenschwesternschülerinnen auf die Leinwand brachte.
Der Film setzt die Farbe Weiß auch bewusst ein, um die Idealisierung von Nightingale zu forcieren. So trägt Kay Francis ein rein weißes Kleid ohne jeden farbliche Applikation und einen leichten, weißen Schal, der wie ein Schleier wirkt, locker über Schultern und Haar sowie keinerlei Schmuck wenn sie sich im Hause ihrer Eltern endgültig gegen eine Ehe mit Charles Cooper und stattdessen dafür entscheidet, Krankenschwester zu werden. Durch die bewusste Verwendung von Weiß und durch Hinzufügung des Attributs eines Schleiers wird einerseits die Ähnlichkeit mit einem Brautkleid herbeigeführt. Darüber hinaus werde Assoziation geschaffen zu Novizinnen, weiblichen Angehörigen religiöser Orden, die sich, angetan in weißem Ornat, in einer feierlichen Zeremonie bewusst von der Welt trennen, um sich ganz einer höheren Macht zu weihen. Die Wirkung der Szene erfährt durch die Inszenierung eine weitere Steigerung. Die Kamera verharrt mit leicht schräger Sicht von unten in der Totalen. Gleichzeitig wendet Francis ihre Augen leicht gegen den Himmel, während die Lichtführung ihre Gestalt wie mit einer Gloriole umgibt und damit überhöht.

### Filmtheoretische Bücher
- Jeanine Basinger: A Woman’s View: How Hollywood Spoke to Women, 1930–1960. Knopf, New York 1993, ISBN 0-394-56351-4.
- Dennis Bingham: Whose Lives Are They Anyway?: The Biopic as contemporary Film Genre. Rutgers University, New Brunswick (NJ) 2010, ISBN 978-0-8135-4657-5.
- George Frederick Custen: Bio/Pics. How Hollywood Constructed Public History. Rutgers University Press, New Brunswick (N.J.) 1992, ISBN 0-8135-1754-0.
- Elizabeth Ford, Deborah C. Mitchell: Royal Portraits in Hollywood: Filming the Lives of Queens. The University Press of Kentucky 2009, ISBN 978-0-8131-2543-5.
- Julia Hallam: Nursing the Image: Media, Culture, and Identity. Routledge, 2000, ISBN 0-415-18454-1.
- Graeme Harper, Andrew Moor: Sign of Life: Cinema and Medicine. Wallflower Press, 2005, ISBN 1-904764-17-7.
- Paul Loukides, Linda K. Fuller: Beyond the Stars: Themes and Ideologies in American popular Film. University of Wisconsin, 1996, ISBN 0-87972-701-2.
- Henry M. Taylor: Rolle des Lebens. Die Filmbiographie als narratives System. Schüren, Marburg 2002, ISBN 3-89472-508-7.
- Linda Wagner-Martin: Telling Women’s Lives: The New Biography. Rutgens University Press, New Brunswick, NJ 1992, ISBN 0-8135-2092-4.

### Biografische Bücher über Kay Francis
- John Callahan: Kay Francis: Secrets of an Actress. In: Bright Lights Film Journal. Ausgabe Mai 2006 (nachzulesen hier).
- Lynn Kear, John Rossman: Kay Francis: A Passionate Life and Career. McFarland & Company, 2006, ISBN 0-7864-2366-8.
- Scott O’Brien: Kay Francis: I Can't Wait to Be Forgotten. Her Life on Stage and Film. BearManor Media, 2006, ISBN 1-59393-036-4.